# Primer Banco del Istmo
Primer Banco del Istmo或稱Banistmo及Banco Del Istmo，並成為巴拿馬及中美洲最大銀行，由Grupo Banistmo擁有，直至2006年11月收購Grupo Banistmo，2007年Grupo Banistmo完成合併，成為巴拿馬滙豐銀行，但Primer Banco del Istmo仍保持獨立運作。
Banistmo透過42透過個支點提供全面的個人，商業和投資銀行服務及本由Grupo Banistmo持有的Compania Nacional de Seguros ('Conase')提供保險服務。已成為旗下子公司。

## 相關
- 墨西哥滙豐
- 巴拿馬滙豐銀行

## 外部連結
- Banistmo.com（页面存档备份，存于）